# Championnat de Chine de football 2003
Navigation
Saison 2002 Saison 2004
La saison 2003 du Championnat de Chine de football est la 44e édition de la première division chinoise. Les quinze meilleures équipes du pays sont regroupées au sein d'une poule unique, où tous les clubs s'affrontent en matchs aller et retour. À la fin du championnat, pour permettre le passage du championnat de 15 à 12 équipes, il n'y a pas de promotion et les trois derniers du classement sont relégués en deuxième division.
C'est le club de Shanghai Shenhua qui remporte le titre en terminant en tête du classement final, avec un seul point d'avance sur l'Inter Shanghai et deux sur le tenant du titre, Dalian Shide. C'est le deuxième titre de champion de Chine du club après leur succès en 1995.

## Les clubs participants
| - Shandong Luneng - Shanghai Shenhua - Beijing Hyundai Cars (anciennement Beijing Guoan) - Dalian Shide - Tianjin Kangshifu (anciennement Tianjin TEDA) - Inter Shanghai - August 1st - Yinnan Hongta | - Sichuan Guancheng (anciennement Sichuan Dahe) - Shenzhen Jianlibao - Liaoning FC - Shenyang Ginde - Qingdao Zhongneng - Chongqing Lifan - Shaanxi Guoli |

## Compétition
Le barème de points servant à établir les classements se décompose ainsi :
- Victoire : 3 points
- Match nul : 1 point
- Défaite : 0 point

### Classement
| Rang | Équipe                | Pts | J  | G  | N  | P  | Bp | Bc | Diff |
| ---- | --------------------- | --- | -- | -- | -- | -- | -- | -- | ---- |
| 1    | Shanghai Shenhua      | 55  | 28 | 17 | 4  | 7  | 56 | 33 | +23  |
| 2    | Inter Shanghai        | 54  | 28 | 16 | 6  | 6  | 39 | 26 | +13  |
| 3    | Dalian ShideT         | 53  | 28 | 15 | 8  | 5  | 44 | 22 | +22  |
| 4    | Shenzhen Jianlibao    | 47  | 28 | 12 | 11 | 5  | 42 | 21 | +21  |
| 5    | Shenyang Ginde        | 43  | 28 | 11 | 10 | 7  | 35 | 31 | +4   |
| 6    | Liaoning FC           | 41  | 28 | 11 | 8  | 9  | 39 | 34 | +5   |
| 7    | Yinnan Hongta         | 40  | 28 | 11 | 7  | 10 | 30 | 27 | +3   |
| 8    | Sichuan Guancheng     | 37  | 28 | 9  | 10 | 9  | 41 | 42 | -1   |
| 9    | Beijing Hyundai CarsC | 36  | 28 | 9  | 9  | 10 | 34 | 26 | +8   |
| 10   | Tianjin Kangshifu     | 36  | 28 | 8  | 12 | 8  | 32 | 33 | -1   |
| 11   | Qingdao Beilaite      | 35  | 28 | 10 | 5  | 13 | 40 | 50 | -10  |
| 12   | Shandong Luneng       | 33  | 28 | 8  | 9  | 11 | 42 | 46 | -4   |
| 13   | Chongqing Lifan       | 26  | 28 | 6  | 8  | 14 | 21 | 34 | -13  |
| 14   | August 1st            | 22  | 28 | 6  | 4  | 18 | 23 | 59 | -36  |
| 15   | Shaanxi Guoli         | 14  | 28 | 3  | 5  | 20 | 28 | 62 | -34  |

|  | Qualification pour la Ligue des champions 2004   |
|  | Relégation directe en deuxième division          |
|  | TTenant du titre CVainqueur de la Coupe de Chine |

## Bilan de la saison
| Championnat de Chine de football 2003 |                             |
| Champion                              | Shanghai Shenhua (2e titre) |
| Coupes et trophées                    |                             |
| Vainqueur de la Coupe de Chine 2003   | Beijing Hyundai Cars        |
| Qualifications continentales          |                             |
| Ligue des champions 2004              | Shanghai Shenhua            |
| Ligue des champions 2004              | Dalian Shide                |
| Promotions et relégations             |                             |
| Promus en Super League                | Aucun (passage à 12 clubs)  |
| Relégués en China League              | Chongqing Lifan             |
| Relégués en China League              | August 1st                  |
| Relégués en China League              | Shaanxi Guoli               |